# Samylai
Samylai är en ort i Litauen.   Den ligger i kommunen Kauno rajono savivaldybė och länet Kaunas län, i den centrala delen av landet, 80 km väster om huvudstaden Vilnius. Samylai ligger 77 meter över havet och antalet invånare är 198.
Terrängen runt Samylai är platt. Runt Samylai är det ganska tätbefolkat, med 54 invånare per kvadratkilometer. Närmaste större samhälle är Kaunas, 14,3 km väster om Samylai. 